# راس‌المثلث
رأس‌المُثَلَّث (سر سه‌سو) یا آلفا مثلث یک ستاره است که در صورت فلکی سه‌سو قرار دارد.